# Eli M. Saulsbury

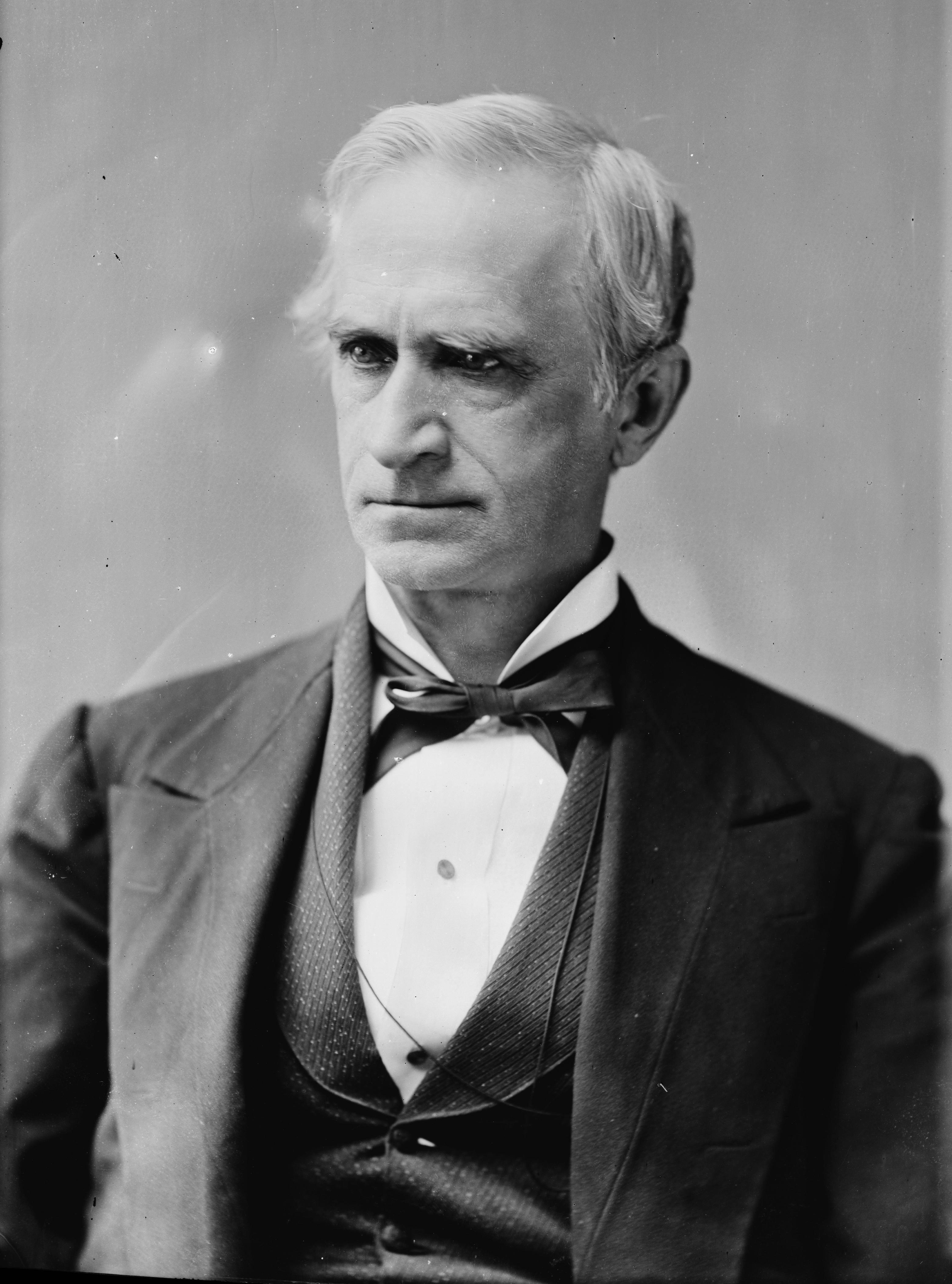
Eli May Saulsbury

Eli May Saulsbury (* 29. Dezember 1817 in Mispillion Hundred, Kent County, Delaware; † 22. März 1893 in Dover, Delaware) war ein US-amerikanischer Politiker der Demokratischen Partei.
Eli Saulsbury war der jüngere Bruder von Gove Saulsbury, der später Gouverneur von Delaware wurde; sein 1820 geborener Bruder Willard vertrat den Bundesstaat ebenso im US-Senat wie dessen gleichnamiger Sohn.
Nach dem Schulbesuch schrieb sich Saulsbury am Dickinson College in Carlisle (Pennsylvania) ein. Er studierte Jura und wurde 1857 in die Anwaltskammer aufgenommen, woraufhin er in seinem Wohnort Dover zu praktizieren begann.
Politisch betätigte sich Saulsbury ab 1853, als er für zwei Jahre Mitglied im Repräsentantenhaus von Delaware wurde. 1870 trat er dann im Kampf um einen Sitz im Senat gegen seinen jüngeren Bruder Willard an, der zu diesem Zeitpunkt Amtsinhaber war, und setzte sich durch. Er wurde zweimal bestätigt, scheiterte aber beim vierten Versuch am Republikaner Anthony C. Higgins, sodass seine Amtszeit am 3. März 1889 endete. Während seiner Zeit im Senat war er Mitglied des Committee on Privileges and Elections und des Committee on Engrossed Bills. Er arbeitete in der Folge wieder als Anwalt und starb vier Jahre später in Dover, wo er auch beigesetzt wurde.